# Синявская (станция)
Синявская — железнодорожная станция Ростовского региона Северо-Кавказской железной дороги, расположенная в селе Синявское Неклиновского района Ростовской области России.
На территории станции находится здание вокзала. С 2009 года из за спада движения поездов, как пассажирских так и грузовых, было решено закрыть здание железнодорожного вокзала с кассами.
На станции делают остановки пригородные электрички.

## История
Регулярное движение поездов от Ростова-на-Дону до Таганрога началось 23 декабря 1869 года. Пробный поезд с царской четой проследовал из Ростова в Таганрог 15 ноября 1869 года. В декабре 1869 года была открыта и железнодорожная станция Синявская.
Во время Великой Отечественной войны за станцию велись бои — она была освобождена от немцев в феврале 1943 года.